# Major League Baseball 1892
1892 års säsong av Major League Baseball (MLB) var den 17:e i MLB:s historia. MLB bestod under denna säsong av National League (NL), som bestod av tolv klubbar. Mästare blev Boston Beaneaters, som därmed tog sin femte ligatitel.
För första (och enda) gången avgjordes NL-mästerskapet genom att säsongen delades in i två halvor där den bästa klubben under första halvan mötte den bästa klubben under andra halvan. Matchserien spelades i bäst av nio matcher och vanns av Boston Beaneaters över Cleveland Spiders med 5–0 i matcher (dessutom slutade en match oavgjord).

## Tabeller

### Första halvan
| Klubb                 | M  | V  | F  | O | V%    | GB   | PF  | PM  |
| --------------------- | -- | -- | -- | - | ----- | ---- | --- | --- |
| Boston Beaneaters     | 75 | 52 | 22 | 1 | 0,703 | –    | 440 | 313 |
| Brooklyn Grooms       | 78 | 51 | 26 | 1 | 0,662 | 2,5  | 497 | 370 |
| Philadelphia Phillies | 77 | 46 | 30 | 1 | 0,605 | 7    | 441 | 337 |
| Cincinnati Reds       | 77 | 44 | 31 | 2 | 0,587 | 8,5  | 394 | 343 |
| Cleveland Spiders     | 74 | 40 | 33 | 1 | 0,548 | 11,5 | 385 | 312 |
| Pittsburg Pirates     | 76 | 37 | 39 | 0 | 0,487 | 16   | 404 | 390 |
| Washington Senators   | 76 | 35 | 41 | 0 | 0,461 | 18   | 396 | 445 |
| Chicago Colts         | 71 | 31 | 39 | 1 | 0,443 | 19   | 294 | 346 |
| St. Louis Browns      | 74 | 31 | 42 | 1 | 0,425 | 20,5 | 375 | 452 |
| New York Giants       | 74 | 31 | 43 | 0 | 0,419 | 21   | 362 | 438 |
| Louisville Colonels   | 77 | 30 | 47 | 0 | 0,390 | 23,5 | 306 | 394 |
| Baltimore Orioles     | 75 | 20 | 55 | 0 | 0,267 | 32,5 | 373 | 527 |

### Andra halvan
| Klubb                 | M  | V  | F  | O | V%    | GB   | PF  | PM  |
| --------------------- | -- | -- | -- | - | ----- | ---- | --- | --- |
| Cleveland Spiders     | 79 | 53 | 23 | 3 | 0,697 | –    | 470 | 301 |
| Boston Beaneaters     | 77 | 50 | 26 | 1 | 0,658 | 3    | 422 | 336 |
| Brooklyn Grooms       | 80 | 44 | 33 | 3 | 0,571 | 9,5  | 438 | 363 |
| Pittsburg Pirates     | 79 | 43 | 34 | 2 | 0,558 | 10,5 | 398 | 406 |
| Philadelphia Phillies | 78 | 41 | 36 | 1 | 0,532 | 12,5 | 416 | 354 |
| New York Giants       | 79 | 40 | 37 | 2 | 0,519 | 13,5 | 449 | 388 |
| Chicago Colts         | 76 | 39 | 37 | 0 | 0,513 | 14   | 341 | 389 |
| Cincinnati Reds       | 78 | 38 | 37 | 3 | 0,507 | 14,5 | 372 | 387 |
| Louisville Colonels   | 77 | 33 | 42 | 2 | 0,440 | 19,5 | 343 | 410 |
| Baltimore Orioles     | 77 | 26 | 46 | 5 | 0,361 | 25   | 406 | 490 |
| St. Louis Browns      | 81 | 25 | 52 | 4 | 0,325 | 28,5 | 327 | 469 |
| Washington Senators   | 77 | 23 | 52 | 2 | 0,307 | 29,5 | 335 | 424 |

### Totalt
| Klubb                 | M   | V   | F   | O | V%    | GB   | PF  | PM    |
| --------------------- | --- | --- | --- | - | ----- | ---- | --- | ----- |
| Boston Beaneaters     | 152 | 102 | 48  | 2 | 0,680 | –    | 862 | 649   |
| Cleveland Spiders     | 153 | 93  | 56  | 4 | 0,624 | 8,5  | 855 | 613   |
| Brooklyn Grooms       | 158 | 95  | 59  | 4 | 0,617 | 9    | 935 | 733   |
| Philadelphia Phillies | 155 | 87  | 66  | 2 | 0,569 | 16,5 | 857 | 691   |
| Cincinnati Reds       | 155 | 82  | 68  | 5 | 0,547 | 20   | 766 | 730   |
| Pittsburg Pirates     | 155 | 80  | 73  | 2 | 0,523 | 23,5 | 802 | 796   |
| Chicago Colts         | 147 | 70  | 76  | 1 | 0,479 | 30   | 635 | 735   |
| New York Giants       | 153 | 71  | 80  | 2 | 0,470 | 31,5 | 811 | 826   |
| Louisville Colonels   | 154 | 63  | 89  | 2 | 0,414 | 40   | 649 | 804   |
| Washington Senators   | 153 | 58  | 93  | 2 | 0,384 | 44,5 | 731 | 869   |
| St. Louis Browns      | 155 | 56  | 94  | 5 | 0,373 | 46   | 702 | 921   |
| Baltimore Orioles     | 152 | 46  | 101 | 5 | 0,313 | 54,5 | 779 | 1 017 |

## Championship Series
| 1 | 17 oktober 1892 | Cleveland Spiders | 0 – 0 (11) | Boston Beaneaters | League Park                                                            |                                                                        |
|   |                 |                   | Rapport    |                   | Cleveland, OH Publik: 5 800 Längd: 2:00 Domare: Pop Snyder, Bob Emslie | Cleveland, OH Publik: 5 800 Längd: 2:00 Domare: Pop Snyder, Bob Emslie |

| 2 | 18 oktober 1892 | Cleveland Spiders | 3 – 4   | Boston Beaneaters | League Park                                                                |                                                                            |
|   |                 | L: Clarkson (0-1) | Rapport | W: Staley (1-0)   | Cleveland, OH Publik: 7 500 Längd: 1:35 Domare: Jack McQuaid, John Gaffney | Cleveland, OH Publik: 7 500 Längd: 1:35 Domare: Jack McQuaid, John Gaffney |

| 3 | 19 oktober 1892 | Cleveland Spiders | 2 – 3   | Boston Beaneaters | League Park                                                            |                                                                        |
|   |                 | L: Young (0-1)    | Rapport | W: Stivetts (1-0) | Cleveland, OH Publik: 7 500 Längd: 1:51 Domare: Bob Emslie, Pop Snyder | Cleveland, OH Publik: 7 500 Längd: 1:51 Domare: Bob Emslie, Pop Snyder |

| 4 | 21 oktober 1892 | Boston Beaneaters              | 4 – 0   | Cleveland Spiders | South End Grounds                                                       |                                                                         |
|   |                 | W: Nichols (1-0) HR: Duffy (1) | Rapport | L: Cuppy (0-1)    | Boston, MA Publik: 6 547 Längd: 1:48 Domare: John Gaffney, Jack McQuaid | Boston, MA Publik: 6 547 Längd: 1:48 Domare: John Gaffney, Jack McQuaid |

| 5 | 22 oktober 1892 | Boston Beaneaters                | 12 – 7  | Cleveland Spiders                  | South End Grounds                                      |                                                        |
|   |                 | W: Stivetts (2-0) HR: Tucker (1) | Rapport | L: Clarkson (0-2) HR: Clarkson (1) | Boston, MA Publik: 3 466 Längd: Pop Snyder, Bob Emslie | Boston, MA Publik: 3 466 Längd: Pop Snyder, Bob Emslie |

| 6 | 24 oktober 1892 | Boston Beaneaters                | 8 – 3   | Cleveland Spiders | South End Grounds                                                       |                                                                         |
|   |                 | W: Nichols (2-0) HR: Bennett (1) | Rapport | L: Young (0-2)    | Boston, MA Publik: 1 812 Längd: 1:55 Domare: Jack McQuaid, John Gaffney | Boston, MA Publik: 1 812 Längd: 1:55 Domare: Jack McQuaid, John Gaffney |

## Statistik

### Slagmän

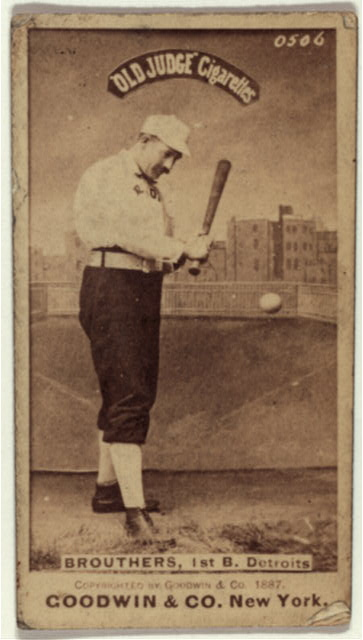
Dan Brouthers.

Källa: 
| Kategori | Slagman              | Klubb | Värde |
| -------- | -------------------- | ----- | ----- |
| AVG      | Dan Brouthers        | BRO   | 0,335 |
| HR       | Bug Holliday         | CIN   | 13    |
| RBI      | Dan Brouthers        | BRO   | 124   |
| R        | Cupid Childs         | CLE   | 136   |
| H        | Dan Brouthers        | BRO   | 197   |
| OBP      | Cupid Childs         | CLE   | 0,443 |
| SLG      | Ed Delahanty         | PHI   | 0,495 |
| SB       | John Montgomery Ward | BRO   | 88    |

### Pitchers

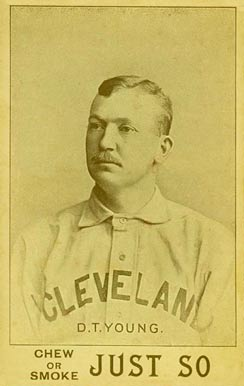
Cy Young.

Källa: 
| Kategori | Pitcher                    | Klubb   | Värde |
| -------- | -------------------------- | ------- | ----- |
| W        | Bill Hutchinson · Cy Young | CHI CLE | 36    |
| ERA      | Cy Young                   | CLE     | 1,93  |
| SO       | Bill Hutchinson            | CHI     | 314   |
| IP       | Bill Hutchinson            | CHI     | 622,0 |
| CG       | Bill Hutchinson            | CHI     | 67    |
| SHO      | Cy Young                   | CLE     | 9     |
| SV       | Gus Weyhing                | PHI     | 3     |
| WHIP     | Cy Young                   | CLE     | 1,06  |